# Liste der US-Open-Sieger (Herrendoppel)
Diese Liste enthält alle Finalisten im Herrendoppel bei den U.S. National Championships (bis 1969) und den US Open (seit 1968). Richard Sears und Holcombe Ward sind mit sechs Titeln vor der Open Era Rekordsieger im Herrendoppel. Mike Bryan gewann in der Open Era ebenso viele Titel.
| Jahr                | Sieger                                  | Finalgegner                                | Ergebnis                  |
| ------------------- | --------------------------------------- | ------------------------------------------ | ------------------------- |
| 1881                | Clarence Clark Frederick Winslow Taylor | Arthur Newbold Alexander Van Rensselaer    | 6:5, 6:4, 6:5             |
| 1882                | James Dwight Richard Sears              | Crawford Nightingale G. M. Smith           | 6:2, 6:4, 6:4             |
| 1883                | James Dwight Richard Sears              | Arthur Newbold Alexander Van Rensselaer    | 6:0, 6:2, 6:2             |
| 1884                | James Dwight Richard Sears              | Arthur Newbold Alexander Van Rensselaer    | 6:4, 6:1, 8:10, 6:4       |
| 1885                | Joseph Clark Richard Sears              | Wallace P. Knapp Henry Slocum              | 6:3, 6:0, 6:2             |
| 1886                | James Dwight Richard Sears              | Godfrey Brinley Howard Taylor              | 7:5, 5:7, 7:5, 6:4        |
| 1887                | James Dwight Richard Sears              | Henry Slocum Howard Taylor                 | 6:4, 3:6, 2:6, 6:3, 6:3   |
| 1888                | Oliver Campbell Valentine Hall          | Clarence Hobart Edward MacMullen           | 6:4, 6:2, 6:2             |
| 1889                | Henry Slocum Howard Taylor              | Oliver Campbell Valentine Hall             | 6:1, 6:3, 6:2             |
| 1890                | Valentine Hall Clarence Hobart          | Charles Carver John Ryerson                | 6:3, 4:6, 6:2, 2:6, 6:3   |
| 1891                | Oliver Campbell Bob Huntington          | Valentine Hall Clarence Hobart             | 6:3, 6:4, 8:6             |
| 1892                | Oliver Campbell Bob Huntington          | Edward Hall Valentine Hall                 | 6:4, 6:2, 4:6, 6:3        |
| 1893                | Clarence Hobart Fred Hovey              | Oliver Campbell Bob Huntington             | 6:3, 6:4, 4:6, 6:2        |
| 1894                | Clarence Hobart Fred Hovey              | Carr Neel Sam Neel                         | 6:3, 8:6, 6:1             |
| 1895                | Malcolm Chace Robert Wrenn              | Clarence Hobart Fred Hovey                 | 7:5, 6:1, 8:6             |
| 1896                | Carr Neel Sam Neel                      | Malcolm Chace Robert Wrenn                 | 6:3, 1:6, 6:1, 3:6, 6:1   |
| 1897                | George Sheldon Leo Ware                 | Harold Mahony Harold Adair Nisbet          | 11:13, 6:2, 9:7, 1:6, 6:1 |
| 1898                | George Sheldon Leo Ware                 | Dwight Filley Davis Holcombe Ward          | 1:6, 7:5, 6:4, 4:6, 7:5   |
| 1899                | Dwight Filley Davis Holcombe Ward       | George Sheldon Leo Ware                    | 6:4, 6:4, 6:3             |
| 1900                | Dwight Filley Davis Holcombe Ward       | Fred Alexander Raymond Little              | 6:4, 9:7, 12:10           |
| 1901                | Dwight Filley Davis Holcombe Ward       | Leo Ware Beals Wright                      | 6:3, 9:7, 6:1             |
| 1902                | Laurence Doherty Reginald Doherty       | Dwight Filley Davis Holcombe Ward          | 11:9, 12:10, 6:4          |
| 1903                | Laurence Doherty Reginald Doherty       | Kreigh Collins Harry Waidner               | 7:5, 6:3, 6:3             |
| 1904                | Holcombe Ward Beals Wright              | Kreigh Collins Raymond Little              | 1:6, 6:2, 3:6, 6:4, 6:1   |
| 1905                | Holcombe Ward Beals Wright              | Fred Alexander Harold Hackett              | 6:4, 6:4, 6:1             |
| 1906                | Holcombe Ward Beals Wright              | Fred Alexander Harold Hackett              | 6:3, 3:6, 6:3, 6:3        |
| 1907                | Fred Alexander Harold Hackett           | Bryan Grant Nat Thornton                   | 6:2, 6:1, 6:1             |
| 1908                | Fred Alexander Harold Hackett           | Raymond Little Beals Wright                | 6:1, 7:5, 6:2             |
| 1909                | Fred Alexander Harold Hackett           | George Janes Maurice McLoughlin            | 6:4, 6:4, 6:0             |
| 1910                | Fred Alexander Harold Hackett           | Tom Bundy Trowbridge Hendrick              | 6:1, 8:6, 6:3             |
| 1911                | Raymond Little Gus Touchard             | Fred Alexander Harold Hackett              | 7:5, 13:15, 6:2, 6:4      |
| 1912                | Tom Bundy Maurice McLoughlin            | Raymond Little Gus Touchard                | 3:6, 6:2, 6:1, 7:5        |
| 1913                | Tom Bundy Maurice McLoughlin            | Clarence Griffin John R. Strachan          | 6:4, 7:5, 6:1             |
| 1914                | Tom Bundy Maurice McLoughlin            | George M. Church Dean Mathey               | 6:4, 6:2, 6:4             |
| 1915                | Clarence Griffin Bill Johnston          | Tom Bundy Maurice McLoughlin               | 2:6, 6:3, 6:4, 3:6, 6:3   |
| 1916                | Clarence Griffin Bill Johnston          | Ward Dawson Maurice McLoughlin             | 6:4, 6:3, 5:7, 6:3        |
| 1917                | Fred Alexander Harold Throckmorton      | Harry Johnson Irving Wright                | 11:9, 6:4, 6:4            |
| 1918                | Vincent Richards Bill Tilden            | Fred Alexander Beals Wright                | 6:3, 6:4, 3:6, 2:6, 6:2   |
| 1919                | Norman Brookes Gerald Patterson         | Vincent Richards Bill Tilden               | 8:6, 6:3, 4:6, 4:6, 6:2   |
| 1920                | Clarence Griffin Bill Johnston          | Willis Davis Roland Roberts                | 6:2, 6:2, 6:3             |
| 1921                | Vincent Richards Bill Tilden            | Watson Washburn Richard Norris Williams    | 13:11, 12:10, 6:1         |
| 1922                | Vincent Richards Bill Tilden            | Pat O’Hara Wood Gerald Patterson           | 4:6, 6:1, 6:3, 6:4        |
| 1923                | Brian Norton Bill Tilden                | Watson Washburn Richard Norris Williams    | 3:6, 6:2, 6:3, 5:7, 6:2   |
| 1924                | Howard Kinsey Robert Kinsey             | Pat O’Hara Wood Gerald Patterson           | 7:5, 5:7, 7:9, 6:3, 6:4   |
| 1925                | Vincent Richards R. Norris Williams     | John Hawkes Gerald Patterson               | 6:2, 8:10, 6:4, 11:9      |
| 1926                | Vincent Richards R. Norris Williams     | Alfred Chapin Bill Tilden                  | 6:4, 6:8, 11:9, 6:3       |
| 1927                | Frank Hunter Bill Tilden                | Bill Johnston R. Norris Williams           | 10:8, 6:3, 6:3            |
| 1928                | John Hennessey George Lott              | John Hawkes Gerald Patterson               | 6:2, 6:1, 6:2             |
| 1929                | John Doeg George Lott                   | Berkeley Bell Lewis N. White               | 10:8, 1:6, 6:4, 6:1       |
| 1930                | John Doeg George Lott                   | Wilmer Allison John Van Ryn                | 8:6, 6:3, 3:6, 13:15, 6:4 |
| 1931                | Wilmer Allison John Van Ryn             | Berkeley Bell Gregory Mangin               | 6:4, 6:3, 6:2             |
| 1932                | Keith Gledhill Ellsworth Vines          | Wilmer Allison John Van Ryn                | 6:4, 6:3, 6:2             |
| 1933                | George Lott Lester Stoefen              | Frank Parker Frank Shields                 | 11:13, 9:7, 9:7, 6:3      |
| 1934                | George Lott Lester Stoefen              | Wilmer Allison John Van Ryn                | 6:4, 9:7, 3:6, 6:4        |
| 1935                | Wilmer Allison John Van Ryn             | Don Budge Gene Mako                        | 6:2, 6:3, 2:6, 3:6, 6:1   |
| 1936                | Don Budge Gene Mako                     | Wilmer Allison John Van Ryn                | 6:4, 6:2, 6:4             |
| 1937                | Henner Henkel Gottfried von Cramm       | Don Budge Gene Mako                        | 6:4, 7:5, 6:4             |
| 1938                | Don Budge Gene Mako                     | John Bromwich Adrian Quist                 | 6:3, 6:2, 6:1             |
| 1939                | John Bromwich Adrian Quist              | Jack Crawford Harry Hopman                 | 8:6, 6:1, 6:4             |
| 1940                | Jack Kramer Ted Schroeder               | Gardnar Mulloy Henry Prusoff               | 6:4, 8:6, 9:7             |
| 1941                | Jack Kramer Ted Schroeder               | Gardnar Mulloy Wayne Sabin                 | 9:7, 6:4, 6:2             |
| 1942                | Gardnar Mulloy Bill Talbert             | Ted Schroeder Sidney Wood                  | 9:7, 7:5, 6:1             |
| 1943                | Jack Kramer Frank Parker                | David G. Freeman Bill Talbert              | 6:2, 6:4, 6:4             |
| 1944                | Robert Falkenburg Don McNeill           | Pancho Segura Bill Talbert                 | 7:5, 6:4, 3:6, 6:1        |
| 1945                | Gardnar Mulloy Bill Talbert             | Robert Falkenburg Jack Tuero               | 12:10, 8:10, 12:10, 6:2   |
| 1946                | Gardnar Mulloy Bill Talbert             | Frank Guernsey Don McNeill                 | 3:6, 6:4, 2:6, 6:3, 20:18 |
| 1947                | Jack Kramer Ted Schroeder               | Bill Sidwell Bill Talbert                  | 6:4, 7:5, 6:3             |
| 1948                | Gardnar Mulloy Bill Talbert             | Frank Parker Ted Schroeder                 | 1:6, 9:7, 6:3, 3:6, 9:7   |
| 1949                | John Bromwich Bill Sidwell              | Frank Sedgman George A. Worthington        | 6:4, 6:0, 6:1             |
| 1950                | John Bromwich Frank Sedgman             | Gardnar Mulloy Bill Talbert                | 7:5, 8:6, 3:6, 6:1        |
| 1951                | Ken McGregor Frank Sedgman              | Don Candy Mervyn Rose                      | 10:8, 6:4, 4:6, 7:5       |
| 1952                | Mervyn Rose Vic Seixas                  | Ken McGregor Frank Sedgman                 | 3:6, 10:8, 10:8, 6:8, 8:6 |
| 1953                | Rex Hartwig Mervyn Rose                 | Gardnar Mulloy Bill Talbert                | 6:4, 4:6, 6:2, 6:4        |
| 1954                | Vic Seixas Tony Trabert                 | Lew Hoad Ken Rosewall                      | 3:6, 6:4, 8:6, 6:3        |
| 1955                | Kosei Kamo Atsushi Miyagi               | Gerald Moss William Quillian               | 6:3, 6:3, 3:6, 1:6, 6:4   |
| 1956                | Lew Hoad Ken Rosewall                   | Ham Richardson Vic Seixas                  | 6:2, 6:2, 3:6, 6:4        |
| 1957                | Ashley Cooper Neale Fraser              | Gardnar Mulloy Budge Patty                 | 4:6, 6:3, 9:7, 6:3        |
| 1958                | Alex Olmedo Ham Richardson              | Sammy Giammalva Barry MacKay               | 3:6, 6:3, 6:4, 6:4        |
| 1959                | Roy Emerson Neale Fraser                | Earl Buchholz Alex Olmedo                  | 3:6, 6:3, 5:7, 6:4, 7:5   |
| 1960                | Roy Emerson Neale Fraser                | Rod Laver Bob Mark                         | 9:7, 6:2, 6:4             |
| 1961                | Chuck McKinley Dennis Ralston           | Rafael Osuna Antonio Palafox               | 6:3, 6:4, 2:6, 13:11      |
| 1962                | Rafael Osuna Antonio Palafox            | Chuck McKinley Dennis Ralston              | 6:4, 10:12, 1:6, 9:7, 6:3 |
| 1963                | Chuck McKinley Dennis Ralston           | Rafael Osuna Antonio Palafox               | 9:7, 4:6, 5:7, 6:3, 11:9  |
| 1964                | Chuck McKinley Dennis Ralston           | Mike Sangster Graham Stilwell              | 6:3, 6:2, 6:4             |
| 1965                | Roy Emerson Fred Stolle                 | Frank Froehling Charlie Pasarell           | 6:4, 10:12, 7:5, 7:3      |
| 1966                | Roy Emerson Fred Stolle                 | Clark Graebner Dennis Ralston              | 6:4, 6:4, 6:4             |
| 1967                | John Newcombe Tony Roche                | Bill Bowrey Owen Davidson                  | 6:8, 9:7, 6:3, 6:3        |
| Beginn der Open Era |                                         |                                            |                           |
| 1968                | Bob Lutz Stan Smith                     | Arthur Ashe Andrés Gimeno                  | 11:9, 6:1, 7:5            |
| 1969                | Ken Rosewall Fred Stolle                | Charlie Pasarell Dennis Ralston            | 2:6, 7:5, 13:11, 6:3      |
| 1970                | Pierre Barthes Nikola Pilić             | Roy Emerson Rod Laver                      | 6:3, 7:6, 4:6, 7:6        |
| 1971                | John Newcombe Roger Taylor              | Stan Smith Erik van Dillen                 | 6:7, 6:3, 7:6, 4:6, 7:6   |
| 1972                | Cliff Drysdale Roger Taylor             | Owen Davidson John Newcombe                | 6:4, 7:6, 6:3             |
| 1973                | Owen Davidson John Newcombe             | Rod Laver Ken Rosewall                     | 7:5, 2:6, 7:5, 7:5        |
| 1974                | Bob Lutz Stan Smith                     | Patricio Cornejo Jaime Fillol              | 6:3, 6:3                  |
| 1975                | Jimmy Connors Ilie Năstase              | Tom Okker Marty Riessen                    | 6:4, 7:6                  |
| 1976                | Tom Okker Marty Riessen                 | Paul Kronk Cliff Letcher                   | 6:4, 6:0                  |
| 1977                | Bob Hewitt Frew McMillan                | Brian Gottfried Raúl Ramírez               | 6:4, 6:0                  |
| 1978                | Bob Lutz Stan Smith                     | Marty Riessen Sherwood Stewart             | 1:6, 7:5, 6:3             |
| 1979                | Peter Fleming John McEnroe              | Bob Lutz Stan Smith                        | 6:2, 6:4                  |
| 1980                | Bob Lutz Stan Smith                     | Peter Fleming John McEnroe                 | 7:6, 3:6, 6:1, 3:6, 6:3   |
| 1981                | Peter Fleming John McEnroe              | Heinz Günthardt Peter McNamara             | kampflos                  |
| 1982                | Kevin Curren Steve Denton               | Victor Amaya Hank Pfister                  | 6:2, 6:74, 5:7, 6:2, 6:4  |
| 1983                | Peter Fleming John McEnroe              | Fritz Buehning Van Winitsky                | 6:3, 6:4, 6:2             |
| 1984                | John Fitzgerald Tomáš Šmíd              | Stefan Edberg Anders Järryd                | 7:65, 6:3, 6:3            |
| 1985                | Ken Flach Robert Seguso                 | Henri Leconte Yannick Noah                 | 6:75, 7:61, 7:66, 6:0     |
| 1986                | Andrés Gómez Slobodan Živojinović       | Joakim Nyström Mats Wilander               | 4:6, 6:3, 6:3, 4:6, 6:3   |
| 1987                | Stefan Edberg Anders Järryd             | Ken Flach Robert Seguso                    | 7:61, 6:2, 4:6, 5:7, 7:62 |
| 1988                | Sergio Casal Emilio Sánchez             | Rick Leach Jim Pugh                        | kampflos                  |
| 1989                | John McEnroe Mark Woodforde             | Ken Flach Robert Seguso                    | 6:4, 4:6, 6:3, 6:3        |
| 1990                | Pieter Aldrich Danie Visser             | Paul Annacone David Wheaton                | 6:2, 7:63, 6:2            |
| 1991                | John Fitzgerald Anders Järryd           | Scott Davis David Pate                     | 6:3, 3:6, 6:3, 6:3        |
| 1992                | Jim Grabb Richey Reneberg               | Kelly Jones Rick Leach                     | 3:6, 7:62, 6:3, 6:3       |
| 1993                | Ken Flach Rick Leach                    | Martin Damm Karel Nováček                  | 6:73, 6:4, 6:2            |
| 1994                | Jacco Eltingh Paul Haarhuis             | Todd Woodbridge Mark Woodforde             | 6:3, 8:6                  |
| 1995                | Todd Woodbridge Mark Woodforde          | Alex O’Brien Sandon Stolle                 | 6:3, 6:3                  |
| 1996                | Todd Woodbridge Mark Woodforde          | Jacco Eltingh Paul Haarhuis                | 4:6, 7:6, 7:6             |
| 1997                | Jewgeni Kafelnikow Daniel Vacek         | Jonas Björkman Nicklas Kulti               | 7:68, 6:3                 |
| 1998                | Sandon Stolle Cyril Suk                 | Mark Knowles Daniel Nestor                 | 4:6, 7:68, 6:2            |
| 1999                | Sébastien Lareau Alex O’Brien           | Mahesh Bhupathi Leander Paes               | 7:64, 6:4                 |
| 2000                | Lleyton Hewitt Maks Mirny               | Ellis Ferreira Rick Leach                  | 6:4, 5:7, 7:65            |
| 2001                | Wayne Black Kevin Ullyett               | Donald Johnson Jared Palmer                | 7:69, 2:6, 6:3            |
| 2002                | Mahesh Bhupathi Maks Mirny              | Jiří Novák Radek Štěpánek                  | 6:3, 3:6, 6:4             |
| 2003                | Jonas Björkman Todd Woodbridge          | Bob Bryan Mike Bryan                       | 5:7, 6:0, 7:5             |
| 2004                | Mark Knowles Daniel Nestor              | Leander Paes David Rikl                    | 6:3, 6:3                  |
| 2005                | Bob Bryan Mike Bryan                    | Jonas Björkman Maks Mirny                  | 6:1, 6:4                  |
| 2006                | Martin Damm Leander Paes                | Jonas Björkman Maks Mirny                  | 65:7, 6:4, 6:3            |
| 2007                | Simon Aspelin Julian Knowle             | Lukáš Dlouhý Pavel Vízner                  | 7:5, 6:4                  |
| 2008                | Bob Bryan Mike Bryan                    | Lukáš Dlouhý Leander Paes                  | 7:65, 7:610               |
| 2009                | Lukáš Dlouhý Leander Paes               | Mahesh Bhupathi Mark Knowles               | 3:6, 6:3, 6:2             |
| 2010                | Bob Bryan Mike Bryan                    | Rohan Bopanna Aisam-ul-Haq Qureshi         | 7:65, 7:64                |
| 2011                | Jürgen Melzer Philipp Petzschner        | Mariusz Fyrstenberg Marcin Matkowski       | 6:2, 6:2                  |
| 2012                | Bob Bryan Mike Bryan                    | Leander Paes Radek Štěpánek                | 6:3, 6:4                  |
| 2013                | Leander Paes Radek Štěpánek             | Alexander Peya Bruno Soares                | 6:1, 6:3                  |
| 2014                | Bob Bryan Mike Bryan                    | Marcel Granollers Marc López               | 6:3, 6:4                  |
| 2015                | Pierre-Hugues Herbert Nicolas Mahut     | Jamie Murray John Peers                    | 6:4, 6:4                  |
| 2016                | Jamie Murray Bruno Soares               | Pablo Carreño Busta Guillermo García López | 6:2, 6:3                  |
| 2017                | Jean-Julien Rojer Horia Tecău           | Feliciano López Marc López                 | 6:4, 6:3                  |
| 2018                | Mike Bryan Jack Sock                    | Łukasz Kubot Marcelo Melo                  | 6:3, 6:1                  |
| 2019                | Juan Sebastián Cabal Robert Farah       | Marcel Granollers Horacio Zeballos         | 6:4, 7:5                  |
| 2020                | Mate Pavić Bruno Soares                 | Wesley Koolhof Nikola Mektić               | 7:5, 6:3                  |
| 2021                | Rajeev Ram Joe Salisbury                | Jamie Murray Bruno Soares                  | 3:6, 6:2, 6:2             |
| 2022                | Rajeev Ram Joe Salisbury                | Wesley Koolhof Neal Skupski                | 7:64, 7:5                 |
| 2023                | Rajeev Ram Joe Salisbury                | Rohan Bopanna Matthew Ebden                | 2:6, 6:3, 6:4             |
| 2024                | Max Purcell Jordan Thompson             | Kevin Krawietz Tim Pütz                    | 6:4, 7:64                 |